# Montes Riphaeus
Montes Riphaeus to nieregularne pasmo górskie na Księżycu leżące wzdłuż zachodnio-północno-zachodniej krawędzi Mare Cognitum, na południowo-wschodnim brzegu Oceanus Procellarum. Rozciąga się głównie z północy-północnego wschodu na południe-południowy zachód. Składa się z wąskich grzbietów porozdzielanych dolinami zalanymi strumieniami napływającej lawy.
Jego współrzędne selenograficzne wynoszą ☾ 7,7°S 28,1°W/-7,700000 -28,100000, a średnica 189 km. Ma ono jednakże tylko 30-50 km szerokości. Najbliższym godnym uwagi obiektem jest Euklides, mały, lecz dobrze widoczny krater na zachodzie. Około 100 km na północ leży krater Lansberg.
Nazwa Montes Riphaeus pochodzi od prawdopodobnej starożytnej nazwy gór Ural w Rosji.